# Longs Peak
Der Longs Peak (früher Long’s Peak) ist mit 4345 m bzw. 14.255 Fuß einer der 54 „Fourteeners“ in den Rocky Mountains auf dem Gebiet des US-Bundesstaates Colorado. Er liegt im Boulder County und gehört zur Bergkette der Front Range.
Benannt ist der bei Bergsteigern beliebte Berg nach Major Stephen Long, der in den 1820er Jahren eine Expedition in diesem Gebiet durchführte.
Im Jahr 2006 wurde die Front Range mit Longs Peak ausgewählt, den Bundesstaat Colorado auf dem State Quarter zu vertreten. 

## Trivia
In Jules Vernes Roman Von der Erde zum Mond ist der Berg Standort des Teleskops, mit dem das Projektil beobachtet wird.